# Paul Meier
Paul Meier (27 luglio 1971) è un ex multiplista tedesco.

## Palmarès

### Mondiali
- 1 medaglia:
  - 1 bronzo (Stoccarda 1993 nel decathlon)

### Hypo-Meeting
- 1 medaglia:
  - 1 argento (Götzis 1993 nel decathlon)